# Skënder Muço
Skënder Muço (ur. 1904 w Tragjasie, zm. 10 sierpnia 1944 w Bubullimë) – działacz Balli Kombëtar, z wykształcenia prawnik.

## Życiorys
Ukończył studia prawnicze na Uniwersytecie Bolońskim; wrócił do Albanii, gdzie pracował w kancelarii prawniczej.
W 1932 roku został aresztowany za działalność antyzogistyczną, za co został skazany na karę śmierci. Wyroku jednak nie wykonano dzięki presji opinii publicznej, mimo to Muço był przeciwnikiem władzy króla Zoga I.
7 kwietnia 1939 roku wziął w demonstracjach we Wlorze przeciwko okupacji włoskiej. Podczas II wojny światowej działał w Balli Kombëtar; był przewodniczącym tej organizacji w regionie Wlory.
W listopadzie 1942 wraz z Hysnim Lepenicą założył nacjonalistyczną grupę we Wlorze o nazwie Shqiponja.
Był jednym z dowódców bitwy pod Gjormem, która miała miejsce od 1 do 2 stycznia 1943 roku; podczas bitwy zginął pułkownik Franco Clementi. W tym roku wziął również udział w porozumieniu w Mukje, na mocy którego Balli Kombëtar zaczęła współpracować z komunistyczną Armią Narodowo-Wyzwoleńczą.
Realizował również brytyjskie i amerykańskie misje wojskowe; 7 sierpnia 1944 roku wraz ze Yzeirem Ismailim i Zako Mezinem, podczas powrotu ze spotkania z misją aliancką, zostali zatrzymani przez wojska niemieckie, a po trzech dniach rozstrzelani w wiosce Bubullimë.